# Babettes gästabud (film)
Babettes gästabud (da: Babettes gæstebud), är en film från 1987 i regi av Gabriel Axel. Den är baserad på Karen Blixens långnovell med samma namn.
I filmen är handlingen, som i boken utspelar sig rum i Berlevåg i Finnmark fylke i Norge, flyttad till Jyllands västkust i Danmark. Filmen belönades med en Oscar för bästa utländska film 1988.
Filmen ingår i Danmarks kulturkanon.

## Rollista i urval
- Stéphane Audran - Babette Hersant
- Bodil Kjer - Filippa
- Birgitte Federspiel - Martine
- Jarl Kulle - General Lorens Löwenhielm
- Jean-Philippe Lafont - Achille Papin
- Bibi Andersson, svensk hovdam
- Ghita Nørby - Berättare
- Asta Esper Andersen – Anna
- Thomas Antoni – Svensk löjtnant
- Gert Bastian – Fattig man
- Viggo Bentzon – Fiskare i roddbåt
- Vibeke Hastrup – Martine som ung
- Therese Højgaard Christensen – Martha
- Pouel Kern – Präst
- Cay Kristiansen – Poul
- Lars Lohmann – Fiskare
- Tine Miehe-Renard – Löwenhielms hustru
- Lisbeth Movin – Änkan
- Finn Nielsen – Köpman
- Holger Perfort – Karlsen
- Else Petersen – Solveig
- Erik Petersen – Erik
- Ebbe Rode – Christopher
- Bendt Rothe – Gamle Nielsen
- Preben Lerdorff Rye – Kaptenen
- Hanne Stensgaard – Filippa som ung
- Axel Strøbye – Kusken
- Ebba With – Löwenhielms tant
- Gudmar Wivesson – Lorens Löwenhielm